# Nomi
Nomi  és un municipi italià, dins de la província de Trento. L'any 2007 tenia 1.278 habitants. Limita amb els municipis d'Aldeno, Besenello, Calliano, Pomarolo i Volano.

## Administració
| Període | Identitat        | Partit        |
| ------- | ---------------- | ------------- |
| 2005-   | Gianfranco Zolin | Llista cívica |